# Florida Trail
Le Florida Trail est un sentier de randonnée américain qui traverse la Floride entre la réserve nationale de Big Cypress au sud et le Gulf Islands National Seashore au nord. Il est classé National Scenic Trail depuis 1983.
Il traverse entre autres la région de Big Bend.